# Praça de Touros de Abiul
A Praça de Touros de Abiúl localiza-se na Rua da Praça de Touros em Abiul, na freguesia a que dá o nome, no Município de Pombal, Distrito de Leiria. Inaugurada em 1850, é a mais antiga praça de toiros em funcionamento em Portugal.

## História
A atual praça veio substituir aquela que se dizia ser a praça de touros mais antiga de Portugal, construída na era seiscentista. Era dotada de um redondel murado com pedra firme, estando os curros e os alçados das bancadas seguros por grossos troncos de pinheiro. Aquando da realização das touradas, as ruas circundantes eram vedadas por carros de bois e toros de pinho.
As lides foram realizadas nesta praça durante cerca de 200 anos, até ao ano de 1850, ano em foi substituída pela atual praça, construída com os fundos de uma quotização dos seus habitantes. A nova praça era moderna e adaptada às exigências da lide tauromáquica e foi construída noutro local da vila.
Sendo certamente a mais antiga de fora de Lisboa, discute-se a antiguidade da velha praça de touros de Abiúl em relação à de Xabregas, em Lisboa, segundo consta mandada construir pelo rei D. Sebastião, corria o ano de 1578.

## Atualidade
Os Espetáculos mais importantes decorrem anualmente, no primeiro fim de semana de agosto (sábado e domingo), por ocasião das Centenárias Festas do Bodo.
A 14 de Agosto, realiza-se a tradicional Corrida à Portuguesa, em homenagem ao Emigrante.
Tem capacidade para 6000 pessoas.

## Localização
Localização da Praça no Google Maps